# Gabriella Ahlström
Gunnel Gabriella Eriksson Ahlström, född 23 oktober 1963 i Göteborg, är en svensk journalist och författare. 
Gabriella Ahlström deltog under 1990-talet ofta - och under senare år mer sporadiskt - i panelen i radioprogrammet Spanarna i Sveriges Radio P1 och var sommarvärd i P1 den 21 juli 2004. Hon har också senare medverkat som kulturkrönikör i God morgon världen i P1. 
Hon är syster till journalisten Kattis Ahlström.